# Orthotaelia sparganella
Orthotaelia sparganella är en fjärilsart som beskrevs av Carl Peter Thunberg. Orthotaelia sparganella ingår i släktet Orthotaelia och familjen gnuggmalar. Inga underarter finns listade i Catalogue of Life.